# Station Tarnowskie Góry Centrum
Station Tarnowskie Góry Centrum is een spoorwegstation in de Poolse plaats Tarnowskie Góry.